# Shrek: Music from the Original Motion Picture
Shrek: Original Motion Picture Score è la raccolta delle canzoni utilizzate nel film del 2001 Shrek.

## Tracce
1. Self – Stay Home – 3:27
2. Smash Mouth – I'm a Believer – 3:13
3. Leslie Carter – Like Wow! – 3:34
4. Dana Glover – It Is You (I Have Loved) – 3:58
5. Baha Men – Best Years of Our Lives – 2:59
6. Halfcocked – Bad Reputation – 2:21
7. Eels – My Beloved Monster – 2:11
8. Jason Wade – You Belong to Me – 2:41
9. Smash Mouth – All Star – 3:20
10. Rufus Wainwright – Hallelujah – 4:09
11. The Proclaimers – I'm on My Way – 3:39
12. Eddie Murphy – I'm a Believer (Reprise) – 1:13
13. Harry Gregson-Williams e John Powell – True Love's First Kiss – 3:10